# ماگدالینا گیورجیان
ماگدالینا (ماگدا) کارپی گیورجیان (ارمنی: Մագդա Կարպի Գյուրջյան (Խոշաֆյան)؛  ۲۲ ژانویهٔ ۱۹۲۳ – ۹ ژانویهٔ ۲۰۱۴) یک بازیگر اهل ارمنستان بود. وی بین سال‌های ۱۹۴۳ تا ۲۰۰۳ میلادی فعالیت می‌کرد.

## زندگی‌نامه
وی در ۲۲ ژانویه ۱۹۲۳ در چالتر به دنیا آمد . وی در تئاتر دولتی آمو خانزادیان آرتاشات فعالیت می‌کرد. وی همچنین برندهٔ جوایزی همچون هنرمند شایسته ارمنستان شوروی شده است. وی در ۹ ژانویه ۲۰۱۴ در سن ۹۰ سالگی در آرتاشات درگذشت.